# Thomas Hengelbrock

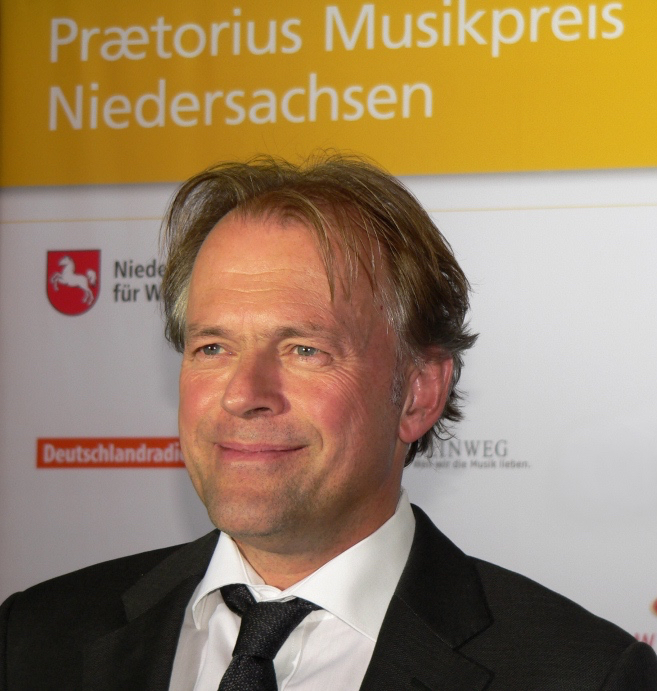
Thomas Hengelbrock, 2012

Hans Thomas Hengelbrock (* 9. Juni 1958 in Wilhelmshaven) ist ein deutscher Violinist, Dirigent und Spezialist für historische Aufführungspraxis. Von 2011 bis Sommer 2018 war er Chefdirigent des NDR Elbphilharmonie Orchesters in Hamburg.

## Leben und Wirken
Thomas Hengelbrock wuchs als ältestes von fünf Kindern des Oberstudienrats Günther Hengelbrock und seiner Frau Dorothea Elisabeth, geb. Schliefert (1928–1978), einer Deutsch- und Religionslehrerin, in Wilhelmshaven auf. Seine Familie väterlicherseits stammt aus Georgsmarienhütte (Kreis Osnabrück); die Großeltern mütterlicherseits betrieben eine Lebensmittelgroßhandlung in Schöningen bei Helmstedt. Hengelbrock besuchte die Humboldtschule in Wilhelmshaven (heute Neues Gymnasium Wilhelmshaven), die er 1975 nach der 11. Klasse verließ. Von 1975 bis 1979 studierte er Violine bei Conrad von der Goltz in Würzburg und anschließend von 1979 bis 1982 bei Rainer Kussmaul an der Musikhochschule Freiburg. Wichtige künstlerische Anregungen erhielt er als Assistent von Witold Lutosławski, Mauricio Kagel und Antal Doráti. 1980 wurde Hengelbrock Konzertmeister der Jungen Deutschen Philharmonie und konzertierte nebenbei mit dem Kölner Kammerorchester, dem Stuttgarter Bachkollegium und dem Concentus Musicus Wien unter Nikolaus Harnoncourt. 1985 war er einer der Mitgründer des Freiburger Barockorchesters, in dem er bis 1997 als Musiker und Dirigent wirkte. Von 1988 bis 1991 arbeitete er mit den Amsterdamer Bachsolisten. Anschließend wirkte er mehrfach als Dirigent bei den Innsbrucker Festwochen der Alten Musik.
Thomas Hengelbrock gründete 1991 in Freiburg den Balthasar-Neumann-Chor und 1995 das gleichnamige Orchester (Balthasar-Neumann-Ensemble). Mit beiden Ensembles führt er nach den Erkenntnissen der historischen Aufführungspraxis Werke aus der Barockzeit bis hin zur Moderne auf. Verdis Opern Rigoletto und Falstaff beispielsweise ließ er sein Orchester bei den Pfingstfestspielen 2004 und 2007 in Baden-Baden auf historischem Instrumentarium spielen.

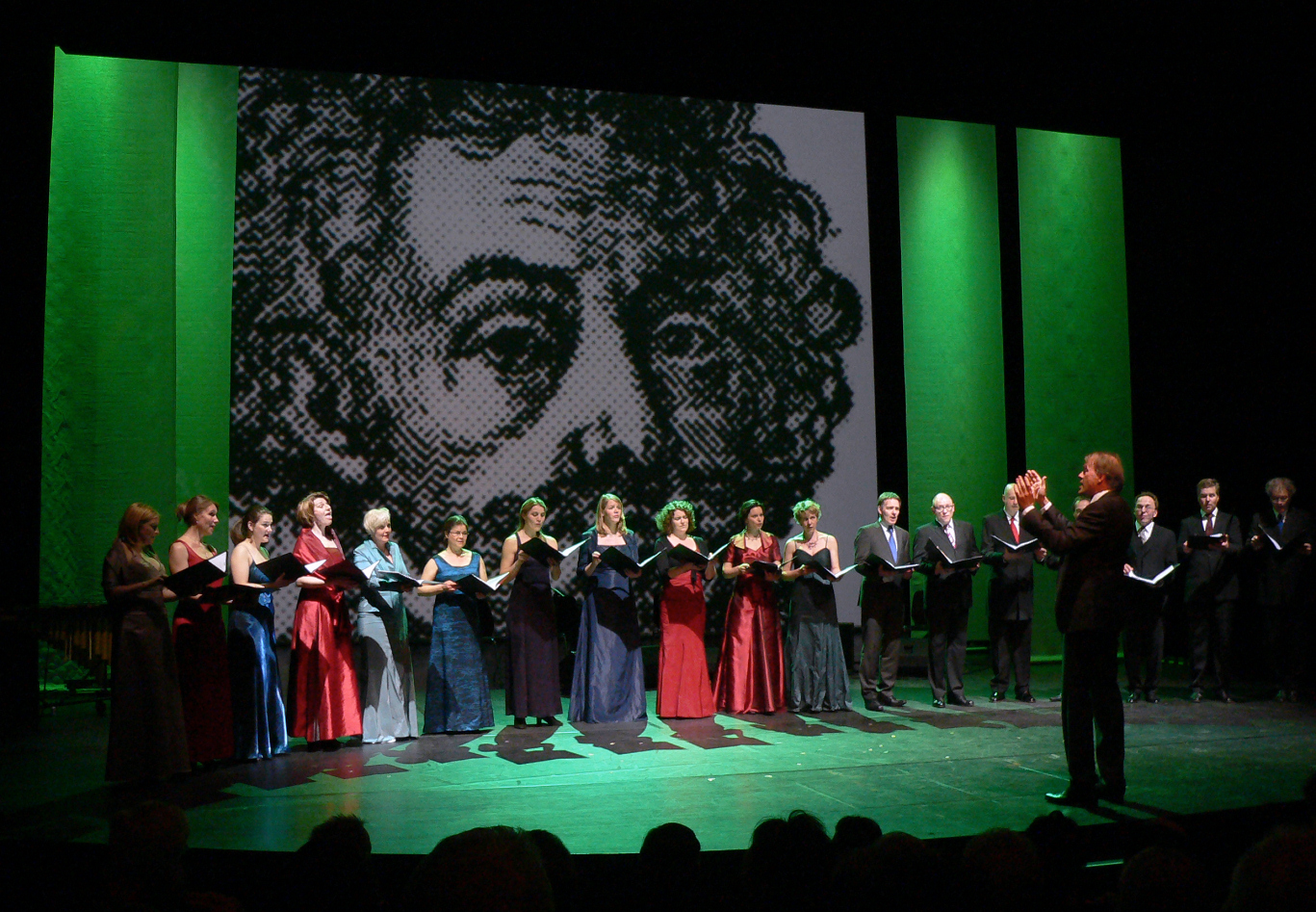
Thomas Hengelbrock dirigiert den Balthasar-Neumann-Chor bei der Gala zur Verleihung des Praetorius Musikpreises 2012

Von 1995 bis 1999 wählte ihn die Deutsche Kammerphilharmonie Bremen zum künstlerischen Leiter. 2000 wurde er Musikdirektor der Volksoper Wien und blieb dort bis 2003. Hengelbrock gründete 2001 das „Feldkirch Festival“ und wirkte dort bis 2006 als künstlerischer Leiter.
Als Dirigent folgt Hengelbrock Einladungen internationaler Orchester. So arbeitete er unter anderem mit dem Sinfonieorchester des Bayerischen Rundfunks und dem Chamber Orchestra of Europe.
Seine Konzertdramaturgie ist durch ungewöhnliche Programmkonzeptionen charakterisiert, die neue Erkenntnisse der Musikwissenschaft einbezieht. Er spielte Werke heute kaum mehr bekannter Komponisten aus  Johann Sebastian Bachs Notenbibliothek auf CD ein, gestaltet innovative Programme; so konzipierte er beispielsweise für die EXPO 2000 in Hannover eine „Ekklesiastische Aktion“ mit Werken von Bernd Alois Zimmermann, György Ligeti und Johann Sebastian Bach. Hengelbrock arbeitet eng mit zeitgenössischen Komponisten zusammen, darunter Jan Müller-Wieland, Qigang Chen, Erkki-Sven Tüür und Simon Wills.
Gemeinsam mit dem österreichischen Schauspieler Klaus Maria Brandauer realisierte Hengelbrock halbszenische Aufführungen von Werken wie Manfred (Byron/Schumann), Peer Gynt (Ibsen/Grieg) und Egmont (Goethe/Beethoven).
Mit dem Musiktheater setzte sich Hengelbrock nicht nur als Musiker und Dirigent auseinander, sondern führte bei einigen Produktionen mit seinem Balthasar-Neumann-Chor und -Ensemble auch selbst Regie. So erhielt die 2001 mit diesen aufgenommene CD der Schöpfung von Joseph Haydn 2003 den ECHO Klassik in der Kategorie Chorwerkeinspielung. Beim „Feldkirch Festival“ 2006 inszenierte er Mozarts Don Giovanni und eröffnete die Reihe „Mozart 22“ der Salzburger Festspiele 2006 mit Il re pastore.
Für die Pariser Oper arbeitete er als Dirigent mit der Ballett-Choreographin Pina Bausch zusammen; 2005 und in Wiederaufnahmen 2008, 2012 und 2014 wurde die „opéra dansé“ Orpheus und Eurydike von Christoph Willibald Gluck mit Balthasar-Neumann-Chor, -Ensemble und dem Ballet de l’Opéra de Paris im Palais Garnier aufgeführt (2008 auch im antiken griechischen Theater in Epidauros).

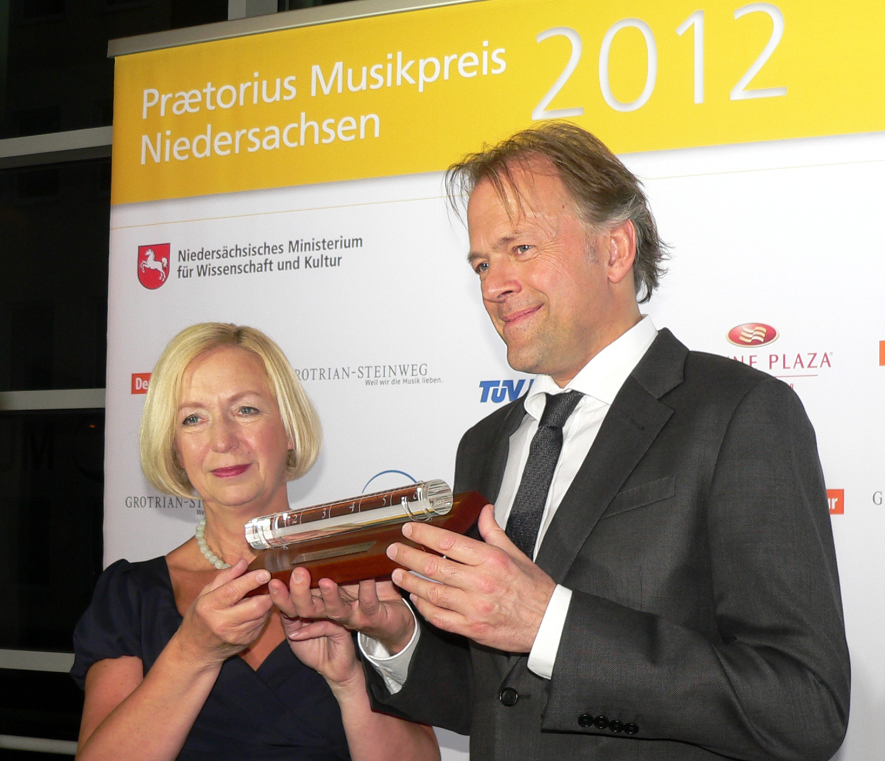
Die damalige niedersächsische Kulturministerin Johanna Wanka überreicht Thomas Hengelbrock den Praetorius Musikpreis 2012

Das Konzerthaus Dortmund widmete Thomas Hengelbrock in der Saison 2008/09 eine „Zeitinsel“ mit drei Vorstellungen, u. a. der konzertanten Einspielung mit dem Mahler Chamber Orchestra der Oper Der Freischütz von Carl Maria von Weber (später im Festspielhaus Baden-Baden in Szene gesetzt und von ARTE übertragen), sowie mit dem Balthasar-Neumann-Ensemble und -Chor die h-Moll-Messe von Johann Sebastian Bach.
2011 realisierte Hengelbrock zusammen mit Sebastian Baumgarten den Tannhäuser bei den Bayreuther Festspielen.
Ab der Spielzeit 2011/2012 war Thomas Hengelbrock als Nachfolger Christoph von Dohnányis Chefdirigent des NDR Sinfonieorchesters. Am 11. Januar 2017 dirigierte er den in der Zwischenzeit in NDR Elbphilharmonie Orchester umbenannten Klangkörper bei dem Eröffnungsfestakt und dem Eröffnungskonzert der Elbphilharmonie. Mitte 2017 teilte Hengelbrock mit, er werde seinen Vertrag als Chefdirigent nicht über 2019 hinaus verlängern. Ende 2017 gab er die vorzeitige Vertragsbeendigung im Sommer 2018 bekannt. Ende Juni 2018 fand sein letztes Konzert als Chefdirigent des NDR-Orchesters statt.
Hengelbrock geht inzwischen verschiedenen Engagements nach. Unter dem Titel „Aufbruch“ dirigierte Thomas Hengelbrock das Abschlusskonzert der Ruhrtriennale 2018. Auf dem Programm standen die Uraufführung von Jan Müller-Wielands Oratorium „Maria“ und zeitgenössische kubanische Werke.
Zur Saison 2024/25 übernimmt Hengelbrock die Leitung des Orchestre de Chambre de Paris.
Hengelbrock ist mit der Schauspielerin Johanna Wokalek verheiratet. Das Paar hat einen Sohn.

## Ehrungen und Auszeichnungen
Am 30. April 2011 verlieh ihm der Ministerpräsident des Landes Baden-Württemberg für seine vielfältigen Verdienste um das musikalische Leben in Baden-Württemberg den Landesverdienstorden.
Am 24. März 2012 erhielt Thomas Hengelbrock für herausragende künstlerische Leistung den Praetorius Musikpreis 2012, den ihm die damalige Niedersächsische Kulturministerin Johanna Wanka im Schauspielhaus Hannover überreichte.
2015 wurde Hengelbrock der Herbert von Karajan Musikpreis 2015–2016 zuerkannt, der ihm am 30. Januar 2016 verliehen wurde. Das Preisgeld in Höhe von 50.000 Euro kommt zweckgebunden der musikalischen Nachwuchsarbeit zugute. In der Begründung des Kuratoriums der Kulturstiftung Festspielhaus Baden-Baden heißt es: „Kaum ein anderer Dirigent stellt öffentlich so deutlich wie Thomas Hengelbrock die Frage: Was ist meine Aufgabe als Musiker heute? Er erweitert damit den Begriff der Musikvermittlung für kommende Generationen entscheidend um den Bereich der Musikvermittlung für junge professionelle Musiker. Der Enthusiasmus und die Entdeckerfreude, mit denen Thomas Hengelbrock dabei vorgeht, sind ansteckend und anregend. Er prägt das Bild eines im besten Sinne des Wortes modernen Dirigenten, der ein Repertoire von Musik aus über vier Jahrhunderten beherrscht und sich – wie auch die Art diese Musik zu spielen – immer wieder in Frage stellt.“

## Film
- Der Dirigent Thomas Hengelbrock. Musik – Ein Fest fürs Leben. Dokumentarfilm, Deutschland, 2011, 51:20 Min., Buch und Regie: Daniel Finkernagel und Alexander Lück, Produktion: finkernagel & lück medienproduktion, NDR, arte, Erstsendung: 23. November 2011 bei arte, Inhaltsangabe von ARD.

## Nachweise
1. ↑  Deutsches Reichs-Adressbuch der Konserven- und Nährmittelindustrie des Großhandels und der Spezialvertreter, 7. Jahrgang (1924), S. 181.
2. ↑  bürgerportal wilhelmshaven. Abgerufen am 9. April 2023.
3. ↑  Andrea Harrandt, Georg Demcisin: Art. "Hengelbrock, Thomas". In: Österreichisches Musiklexikon Online. 4. Mai 2012, abgerufen am 7. März 2023.
4. ↑  Thomas Hengelbrock im Munzinger-Archiv, abgerufen am 7. März 2023 (Artikelanfang frei abrufbar)
5. ↑  Martin Elste: Art. Hengelbrock, (Hans) Thomas. In: Die Musik in Geschichte und Gegenwart. Allgemeine Enzyklopädie der Musik (MGG), 2., neubearb. Aufl., hg. v. Ludwig Finscher, Personenteil 8 (Gri-Hil), Stuttgart u. a. 2002, Sp. 1293.
6. ↑  Alexander Dick: Dirigent Thomas Hengelbrock geht nach Hamburg. In: Badische Zeitung, 28. März 2009.
7. ↑  NDR: Eröffnungskonzerte Elbphilharmonie Hamburg, 11. Januar 2017.
8. ↑  Hengelbrock nur noch bis 2019 Chefdirigent. In: www.ndr.de. 19. Juni 2017, abgerufen am 6. Juli 2018.
9. ↑  Streit mit NDR: Chefdirigent der Elbphilharmonie schmeißt hin. In: www.spiegel.de. 9. Dezember 2017, abgerufen am 6. Juli 2018.
10. ↑  Joachim Mischke: Elbphilharmonie, ich bin dann mal weg. In: www.abendblatt.de. 27. Juni 2018, abgerufen am 6. Juli 2018.
11. ↑  Florian Zinnecker: Zwei Wahrheiten, beide unvollendet in Die Zeit vom 4. Juli 2018, abgerufen am 31. August 2018
12. ↑  Thomas Hengelbrock, Website des Künstlers, abgerufen am 18. Juli 2018
13. ↑  Niedersächsisches Ministerium für Wissenschaft und Kultur zur Verleihung des Praetorius Musikpreis 2012 mit Begründung der Jury (Memento vom 5. Januar 2014 im Internet Archive)
14. ↑  Stefan Arndt: Thomas Hengelbrock erhält Praetorius-Musikpreis. In: Hannoversche Allgemeine Zeitung vom 23. März 2012.
15. ↑  Festspielhaus Baden-Baden Aktuelles: Thomas Hengelbrock erhält den Herbert von Karajan Musikpreis 2015-2016 (Memento vom 2. April 2015 im Internet Archive), abgerufen am 17. März 2015

| Personendaten    | Personendaten                                |
| ---------------- | -------------------------------------------- |
| NAME             | Hengelbrock, Thomas                          |
| ALTERNATIVNAMEN  | Hans Thomas Hengelbrock (vollständiger Name) |
| KURZBESCHREIBUNG | deutscher Dirigent                           |
| GEBURTSDATUM     | 9. Juni 1958                                 |
| GEBURTSORT       | Wilhelmshaven                                |